# Малік Ялькує
Малі́к Жуніо́р Ялькує́ (фр. Malick Junior Yalcouyé; нар. 25 листопада 2005) — малійський футболіст, півзахисник англійського клубу «Брайтон енд Гоув Альбіон», який на правах оренди виступає за «Суонсі Сіті».

## Клубна кар'єра
Почав займатися футболом в структурі івуарійського клубу «АСЕК Мімозас». У серпні 2023 року дебютував в його складі в африканській Лізі чемпіонів у матчі першого кваліфікаційного раунду з бенінським «Котоном», вийшовши на заміну. З 16 років за його грою стежили скаути шведського «Гетеборга».

### «Гетеборг»
23 листопада 2023 року підписав контракт з «Гетеборгом» до грудня 2028 року. 18 лютого 2024 року дебютував за нову команду в матчі групового етапу Кубка Швеції проти «Нордік Юнайтед». 1 квітня 2024 року дебютував в Аллсвенскан, вийшовши в стартовому складі в поєдинку проти «Юргордена». Свій перший гол за «Гетеборг» забив 29 квітня 2024 року в зустрічі чемпіонату проти «Броммапойкарни».

### «Брайтон енд Гоув Альбіон»
12 липня 2024 року перейшов в англійський клуб «Брайтон енд Гоув Альбіон», підписавши п'ятирічний контракт. Сума переходу становила близько 6 млн фунтів стерлінгів, що стало найдорожчим трансфером в історії «Гетеборга».

#### Оренда в «Штурм»
29 серпня 2024 року перейшов на правах оренди в австрійський «Штурм» до кінця сезону. 19 вересня дебютував за «Штурм» в матчі загального етапу Ліги чемпіонів УЄФА проти французького «Бреста», вийшовши на заміну Томі Горвату. 22 вересня в поєдинку проти «Вольфсберга» дебютував в австрійській Бундеслізі, замінивши Ловро Звонарека. 6 жовтня в матчі Бундесліги проти клубу «Ред Булл» (Зальцбург) забив свій перший гол за «Штурм». За час оренди провів 26 матчів в чемпіонаті, в яких забив 4 голи і віддав 2 передачі, отримавши в підсумку нагороду новоприбулого гравця сезону австрійської Бундесліги.

#### Оренда в «Суонсі Сіті»
14 серпня 2025 року відправився в сезонну оренду в валлійський клуб Чемпіоншипу «Суонсі Сіті». 16 серпня дебютував за нову команду в матчі Чемпіоншипу проти клубу «Шеффілд Юнайтед», вийшовши на заміну.

## Кар'єра в збірній
31 серпня 2024 року вперше викликаний до збірної Малі головним тренером Бадрою Алу Діалло для участі в матчах відбіркового турніру до Кубка африканських націй 2025 проти збірних Мозамбіку та Есватіні.

## Статистика виступів
Станом на 16 серпня 2025
| Клуб                     | Сезон             | Чемпіонат         | Чемпіонат | Чемпіонат | Кубок | Кубок | Кубок ліги | Кубок ліги | Єврокубки | Єврокубки | Інші  | Інші | Всього | Всього |
| Клуб                     | Сезон             | Дивізіон          | Матчі     | Голи      | Матчі | Голи  | Матчі      | Голи       | Матчі     | Голи      | Матчі | Голи | Матчі  | Голи   |
| ------------------------ | ----------------- | ----------------- | --------- | --------- | ----- | ----- | ---------- | ---------- | --------- | --------- | ----- | ---- | ------ | ------ |
| Гетеборг                 | 2024              | Аллсвенскан       | 11        | 1         | 3     | 0     | —          | —          | –         | –         | –     | –    | 14     | 1      |
| Брайтон енд Гоув Альбіон | 2024–25           | Прем'єр-ліга      | 0         | 0         | 0     | 0     | 0          | 0          | –         | –         | –     | –    | 0      | 0      |
| → Штурм                  | 2024–25           | Бундесліга        | 26        | 4         | 2     | 0     | —          | —          | 8         | 0         | –     | –    | 36     | 4      |
| → Суонсі Сіті            | 2025–26           | Чемпіоншип        | 1         | 0         | 0     | 0     | 0          | 0          | –         | –         | –     | –    | 1      | 0      |
| Всього за кар'єру        | Всього за кар'єру | Всього за кар'єру | 38        | 5         | 5     | 0     | 0          | 0          | 8         | 0         | 0     | 0    | 50     | 5      |

1. ↑  Матчі в Лізі чемпіонів УЄФА

## Досягнення
«Штурм»
- Чемпіон Австрії: 2024–25[31]

Особисті
- Новоприбулий гравець сезону австрійської Бундесліги: 2024–25[32]